# Рекомбинация (химия)
Рекомбинация — процесс, обратный ионизации. Состоит в захвате ионом свободного электрона. Рекомбинация приводит к уменьшению заряда иона или к превращению иона в нейтральный атом или молекулу. Возможна также рекомбинация электрона и нейтрального атома (молекулы), приводящая к образованию отрицательного иона, и в более редких случаях — рекомбинация отрицательного иона с образованием двух- или трехкратно заряженного отрицательного иона. Вместо электрона в некоторых случаях могут выступать другие элементарные частицы, например мезоны, создавая мезоатомы или мезомолекулы. На ранних этапах развития вселенной происходила реакция рекомбинации водорода — так называемая эпоха первичной рекомбинации.
Также рекомбинация — это процесс, обратный гомолитическому разрыву химической связи. Рекомбинация связана с образованием ординарной ковалентной связи за счёт обобществления неспаренных электронов, принадлежащих разным частицам (атомам, свободным радикалам)
Примеры рекомбинации:
{\displaystyle {\mathsf {2H\cdot \rightarrow H_{2}+Q}}}
{\displaystyle {\mathsf {H\cdot +Cl\cdot \rightarrow HCl+Q}}}
{\displaystyle {\mathsf {CH_{3}\cdot +CH_{3}CH_{2}\cdot \rightarrow CH_{3}CH_{2}CH_{3}+Q}}}
Реакция рекомбинации сильно экзотермична, для неё характерна очень малая или нулевая энергия активации. Поэтому такие реакции протекают с участием третьей нейтральной частицы, которая уносит энергию реакции:
{\displaystyle {\mathsf {H\cdot +Cl\cdot +M\rightarrow HCl+M^{*}}}}

## Математическое описание
Рекомбинация в средах с наличием гетерополярных ионов описывается следующей формулой:
{\displaystyle {\frac {dn}{dt}}=-\alpha n_{+}n_{-}}
здесь {\displaystyle n_{+}} — концентрация положительных ионов, {\displaystyle n_{-}} — концентрация отрицательных ионов, {\displaystyle \alpha } — коэффициент рекомбинации. Коэффициент рекомбинации {\displaystyle \alpha } также называют коэффициентом Ланжевена, по имени французского физика Поля Ланжевена.

## Вывод коэффициента рекомбинации по Ланжевену
Рассмотрим процесс рекомбинации двух ионов. Для того, чтобы произошел акт рекомбинации ионы должны приблизиться друг к другу на расстояние меньше дебаевского радиуса. После того, как ион приблизится к другому на такое расстояние, энергии теплового взаимодействия будет недостаточно для преодоления электрической силы, возникающей между ионами.
Рассмотрим сферу с дебаевским радиусом, в центре которой расположен положительный ион. Тогда количество отрицательных ионов, поступающих в эту сферу за единицу времени, можно найти по следующей формуле:
{\displaystyle \Delta n_{-}=\int \limits _{\delta S}n_{-}v_{n}\Delta tdS=n_{-}v_{n}4\pi R_{D}^{2}\Delta t=n_{-}{\frac {\mu e}{\epsilon \epsilon _{0}}}\Delta t}
Число прорекомбинировавших ионов можно получить, если учесть, что все ионы попадающие в сферу рекомбинируют с положительными ионами, тогда это запишется с помощью следующей формулы:
{\displaystyle \Delta n=n_{+}\Delta n_{-}=-n_{+}n_{-}{\frac {\mu e}{\epsilon \epsilon _{0}}}\Delta t}
Сравнив это выражение с законом рекомбинации получаем значение для коэффициента Ланжевена:
{\displaystyle \alpha ={\frac {\mu e}{\epsilon \epsilon _{0}}}}
где {\displaystyle \mu } — подвижность.